# Estádio Germano Krüger
Het Estádio Germano Krüger is een multifunctioneel stadion in Ponta Grossa, een stad in Brazilië. 
Het stadion wordt vooral gebruikt voor voetbalwedstrijden, de voetbalclub Operário Ferroviário EC maakt gebruik van dit stadion. In het stadion is plaats voor 10.400 toeschouwers. Het stadion werd geopend op 12 oktober 1941. Het stadion is vernoemd naar Germano Krüger, een Duitse ingenieur. Hij was president van Operário en betrokken bij het ontwierp van het stadion.